# Chicago Bulls 2009-2010
La stagione 2009-10 dei Chicago Bulls fu la 44ª nella NBA per la franchigia.
I Chicago Bulls arrivarono terzi nella Central Division della Eastern Conference con un record di 41-41. Nei play-off persero al primo turno con i Cleveland Cavaliers (4-1).

## Roster
| N° | Naz.                   | Ruolo | Sportivo       | Anno | Alt. | Peso |
| -- | ---------------------- | ----- | -------------- | ---- | ---- | ---- |
| 0  | Stati Uniti (bandiera) | G     | Acie Law       | 1985 | 191  | 88   |
| 1  | Stati Uniti (bandiera) | G     | Derrick Rose   | 1988 | 191  | 86   |
| 2  | Stati Uniti (bandiera) | G     | Jannero Pargo  | 1979 | 185  | 79   |
| 6  | Stati Uniti (bandiera) | G     | Ronald Murray  | 1979 | 193  | 86   |
| 9  | Regno Unito (bandiera) | A     | Luol Deng      | 1985 | 203  | 100  |
| 11 | Stati Uniti (bandiera) | G     | Lindsey Hunter | 1970 | 188  | 77   |
| 12 | Stati Uniti (bandiera) | G     | Kirk Hinrich   | 1981 | 191  | 86   |
| 13 | Stati Uniti (bandiera) | C     | Joakim Noah    | 1985 | 211  | 105  |
| 15 | Stati Uniti (bandiera) | G     | John Salmons   | 1979 | 201  | 95   |
| 16 | Stati Uniti (bandiera) | A     | James Johnson  | 1987 | 206  | 111  |
| 20 | Stati Uniti (bandiera) | A     | Joe Alexander  | 1986 | 203  | 104  |
| 21 | Stati Uniti (bandiera) | A     | Hakim Warrick  | 1982 | 206  | 99   |
| 22 | Stati Uniti (bandiera) | A     | Taj Gibson     | 1985 | 206  | 102  |
| 24 | Stati Uniti (bandiera) | A     | Tyrus Thomas   | 1986 | 206  | 98   |
| 32 | Stati Uniti (bandiera) | G     | Devin Brown    | 1978 | 196  | 100  |
| 34 | Stati Uniti (bandiera) | C     | Aaron Gray     | 1984 | 213  | 122  |
| 35 | Stati Uniti (bandiera) | A     | Chris Richard  | 1984 | 206  | 122  |
| 52 | Stati Uniti (bandiera) | C     | Brad Miller    | 1976 | 211  | 111  |

## Staff tecnico
- Allenatore: Vinny Del Negro
- Vice-allenatori: Bernie Bickerstaff, Bob Ociepka, Pete Myers, Lindsey Hunter, Dave Severns
- Vice-allenatore/scout: Mike Wilhelm
- Preparatore fisico: Erik Helland
- Preparatore atletico: Fred Tedeschi